# Nordische Skiweltmeisterschaften 1925/Teilnehmer (Rumänien)
| Goldmedaillen | Silbermedaillen | Bronzemedaillen |
| ------------- | --------------- | --------------- |
| —             | —               | —               |

Rumänien nahm an den nachträglich zu den Nordischen Skiweltmeisterschaften von 1925 erklärten Rendezvous-Rennen in Johannisbad im tschechoslowakischen Teil des Riesengebirges mit einer Delegation von zumindest 3 Athleten teil. 
Die Vertreter des rumänischen Skiverbandes traten in den beiden Skilanglaufwettbewerben an und erreichten als beste Platzierungen den 37. Rang im Dauerlauf über 50 km durch Leurseanu und den 58. Rang über 18 km durch Wölkes. 

## Teilnehmer und ihre Ergebnisse
| Sportler           | Verein | Skilanglauf 18 km | Skilanglauf 50 km | Skispringen Großschanze | Nordische Kombination |
| ------------------ | ------ | ----------------- | ----------------- | ----------------------- | --------------------- |
| ? Dimitriu         |        | 106.              | –                 | –                       | –                     |
| Gheorge Lauerzeanu |        | –                 | 37.               | –                       | –                     |
| Chr. A. Wölfkes    |        | 58.               | –                 | –                       | –                     |